# Barbara Zakrzewska
Barbara  Zakrzewska-Nikiporczyk (* 1. Januar 1946 in Posen; † 30. November 2023 ebenda) war eine polnische Komponistin.

## Leben und Werk
Zakrzewska studierte bis 1969 an der Musikakademie Posen Komposition bei Florian Dąbrowski. Es schloss sich bis 1974 ein Studium der Bibliothekswissenschaft und Informatik an der Universität Posen an. Ab 1972 arbeitete sie in der Sektion Musikalische Sammlungen der Universität, die sie von 1980 bis 1999 leitete. Ab 1984 war sie außerdem Leiterin der Abteilung Spezialsammlungen.
Stipendien ermöglichten ihr Studienaufenthalte am Institut für Sonologie inn Utrecht (1981), an der Oxford University (1985) und in den USA (1987). Ab 1998 war sie Bibliothekarin des Polish Music Reference Center der University of Southern California.
Zakrzewska veröffentlichte mehrere musik- und  bibliothekswissenschaftliche Bücher sowie Artikel, außerdem mehr als 60 musikalische Werke.
Sie starb am 30. November 2023 im Alter von 77 Jahren.

## Werke
- Wariacje für Klavier, 1964
- Sonatina na fortepian, 1965
- Wieczność für Sopran und Perkussionsinstrumente, 1966
- Przywidzenia für gemischten Chor, Sopran und Instrumentalensemble, 1967
- Rytm świateł i cieni für Orgel und Kesselpauke, 1967
- Riflettere für Flöte solo, 1968
- Skrzypce für Sopran, Cembalo und Tamburin, 1968
- Fortepian für Sopran, Marimbaphon und Glocken, 1968
- Sinfonietta für Orchester, 1968
- Tetragonos tri fatos für Orchester, 1968–1969
- Pokolenie für Sopran, Trompete, Kontrabass und Becken, 1969
- A ave für Sprecher, Sopran, Männerchor und Kammerensemble, 1970
- Klimaty für Streichquartett, 1972
- Medium für Saxophon, Klavier, Vibraphon, Becken und Kontrabass, 1974
- Genetrix für Sopran, Streichorchester und Perkussion, 1974
- Muzyka Platońska I für Violine, Klavier, Orgel, Harfe, Celesta und Glocken, 1974
- Muzyka Platońska II für Streichorchester und Perkussion, 1974
- Wysokie drzewa für gemischten Chor a cappella, 1975
- Do światła für Horn, Violine und Harfe, 1975
- Tryptyk perkusyjnyfür fünf Performer, 1975
- Królewna Śnieżka, Ballett-Pantomime für Frauenchor und Sinfonieorchester, 1976
- Tempus für Flöte, zwei Trompeten, zwei Posaunen, Harfe und Becken, 1976
- Lokomotywa für Schlagzeugensemble, 1976
- Muchy für fünf Kontrabässe, 1977
- Arrampicata für Orchester, 1977
- Contrary Music für Männerchor und Orchester, 1977–1978
- S.O.S., 1978
- Hymn für gemischten Chor a cappella, 1978
- Witaj, jasności für Männerchor a cappella, 1978
- Ludowa mozaika für Kinder-Instrumentalensemble, 1978
- Star dust, Violinkonzert, 1978
- Choinka w lesie für Stimme und Klavier, 1978
- Aenigma für Instrumentalensemble, 1979
- Repetition für Cembalo solo, 1979
- Dream für Streichquartett, 1979
- Fantazja ludowa für Flöte und Streichquartett, 1979
- Deus meus für Orgel solo, 1980
- Les Carrillons für Klavier und Orchester, 1980
- Świat dziecka, fünf Klavierstücke für Kinder, 1980
- Solitude für Kontrabass, Flöte und Perkussion, 1980
- Na mlecznej drodze für Streichquartett, 1980
- Piosenka o samochodziku für Stimme oder einstimmigen Chor und Klavier, 1980
- Piosenka o orle für Stimme oder einstimmigen Chor und Klavier, 1980
- Rzeka für Stimme oder einstimmigen Chor und Klavier, 1980
- Kwiaty w palmiarni für Stimme oder einstimmigen Chor und Klavier, 1980
- Orazione für Orchester, 1981
- Trzy pieśni religijne für Sopran und Klavier, 1981–1983
- Erotic für drei Flöten, Vibraphon, Celesta und Harfe, 1982
- Miazga für Sinfonieorchester, 1983
- Spacery kosmiczne für Kinder-Instrumentalensemble, 1983
- Trzy utworki na fortepian, 1983
- Daj nam pokój, o Panie, religiöses Lied für Stimme und Klavier, 1983
- Cisza i ciemność für gemischten Chor a cappella oder Streichquartett, 1984
- Rzecz blazna für Stimme und Klavier, 1985
- Zatańczyła raz piła z toporem für Stimme solo, 1985
- Reminiscences für Kammerensemble und Tonband, 1985
- Buffo für Stimme und Klavier, 1985
- Warmio moja, Kantate für Sopran, gemischten Chor, Flöte und Streichorchester, 1985
- Magnificat für gemischten Chor a cappella, 1985
- Spectrum music für Computer, 1986
- Preludium na temat „Zbliżam się w pokorze“ für Orgel solo, 1987
- Magnificat für Orgel solo, 1989
- Manhattan für Synthesizer, Tonband, Saxophon und Perkussion, 1990
- Arterie Musik für Synthesizer, 1991
- Up and down für Saxophon solo, 1993
- Waving, Computermusik auf Tonband, 1996